# Grupo Bloch
Grupo Bloch, también conocido como Empresas Bloch, fue un conglomerado de medios brasileño, fundado en 1922 por la familia del empresario ucraniano Adolpho Bloch, quien llegó a la ciudad de Río de Janeiro y creó Joseph Bloch e hijos. La empresa comenzó a imprimir revistas, panfletos y otros tipos de impresos. Así, en 1953 fue lanzada la revista Manchete. Con el éxito del lanzamiento de la revista, fue inaugurada Bloch Editores. En 1999 desaparece del mercado brasileño vendiendo su concesión.
El grupo fue dueño de diversas conglomerados de comunicación y medios impresos en Brasil. A finales de la década de 1970, fundaron la Radio Manchete en onda media (AM) y la cadena de radio Manchete FM. Con el éxito de las emisoras de radio, a inicios de la década de 1980, ingresó en el concurso del gobierno federal para la concesión de una de las dos cadenas de televisión formadas a partir de las redes Tupi y Excelsior. Fue uno de los vencedores de la licitación, junto al Grupo Silvio Santos, quién lanzó de inmediato el Sistema Brasileiro de Televisão. Por su parte, la Rede Manchete, propiedad del Grupo Bloch fue lanzada en 1983.
Con deudas millonarias, tuvo que deshacerse de la Rede Manchete en 1992 después de que el nuevo dueño Hamilton Lucas de Oliveira no cumpliera con el contrato de venta. Posteriormente, el Grupo Bloch recuperó la posesión de la cadena. Aun acumulando deudas, el grupo tuvo que deshacerse del negocio de televisión en 1999, vendiendo las concesiones de las cinco emisoras propias de la Rede Manchete para los socios del Grupo Tele TV, Amilcare Dallevo Jr. y Marcelo de Carvalho, que lanzaron la RedeTV! en lugar de la red Manchete.
Bloch Editores se declaró en quiebra en 1999, cerrando sus puertas en el año 2000. Las revistas de la empresa fueron vendidas a la Manchete Editora, fundada en 2002 por Marcos Dvoskin. Las emisoras de radio de la cadena Manchete FM fueron vendidas al Grupo Sol Panamby, del político Orestes Quércia, quien las transformó en filiales de la red Nova Brasil FM, con la excepción de la emisora de Río de Janeiro, que transmite la estación Feliz FM.
Fue vendida al Grupo RBS; que después la vendió nuevamente al hijo del expresidente de la república Fernando Henrique Cardoso, quien desde 2010 transmite la programación de Radio Disney en la antigua frecuencia de Red Titular. La única empresa de medios remanente del grupo, Radio Manchete concluyó sus actividades a finales de 2015, permaneciendo en el aire en Internet a través de streaming. El acervo de revistas y de televisión, además de inmuebles de propiedad del grupo, fueron vendidos para pagar las deudas contraídas por las empresas.
Las empresas Bloch Som e Imagem, Red Titular y la concesión de Radio Manchete fueron propiedad del Grupo Bloch; siendo Bloch Som e Imagen la empresa creada para producir programas para la Red Titular, la masa quebrada de la TV Manchete Ltda, nombre legal de la Rede Manchete, y la concesión de la Radio Manchete, otorgada para la Radio Federal Ltda. EPP. El grupo fue administrado por Pedro Jack Kapeller, sobrino de Adolpho Bloch y heredero de las empresas de su tío hasta el año 1999.